# جسر عطيفي

تعديل مصدري - تعديل

جسر عطيفي هي إحدى قرى عزلة جعار بمديرية خنفر التابعة لمحافظة أبين، بلغ تعداد سكانها 97 نسمة حسب تعداد اليمن لعام 2004.